# Cheeks 2: Bitter End
Cheeks 2: Bitter End ist ein amerikanischer Pornofilm des Regisseurs Jim Enright aus dem Jahr 1989. Der Film wurde 1990 bei den AVN Awards in der Kategorie „Best Screenplay - Shot-On-Video Feature“ ausgezeichnet.
Er wird als Pornofilm bzw. Hardcore-Filmkomödie aus den 1980er Jahren bezeichnet und beinhaltet Interracial-, Facial-und Anal-Szenen.

## Handlung
1962: Präsident Kennedy ist mit der Kubakrise beschäftigt. Der FBI-Chef G. Edgar Hooter erhält einen Anruf von Lyndon Johnson, der Hooter um Hilfe dabei bittet, die Presseberichterstattung zu verbessern und gleichzeitig einen Job für seine Nichte, die Polizistin Myra Blow Johnson zu finden. Hooter bringt Myra mit seinem besten Agenten, Jeffrey T. Spaulding, zusammen. Gemeinsam sollen sie das Bitter End, ein Kaffeehaus, infiltrieren, das Hooter als Tarnung für einen kommunistischen Spionagering verdächtigt. Bei der Einarbeitung schläft Myra mit ihrem neuen Partner und macht dabei ihrem zweiten Vornamen alle Ehre.
Spaulding gibt sich als Beat-Poet mit dem passenden Namen Sherlock aus, während Myra als Mona auftritt, ein naives Beatnik-Mädchen, das nach ihrem Platz in der Welt sucht. Spaulding gewinnt das Interesse der Kellnerin Quiche Lorraine und bleibt nach Schließung des Cafés, um mehr Informationen zu sammeln, verführt die Kellnerin und beide haben ein intensives Intimerlebnis. Mona trifft sich mit einem Biker namens Horace und lernt dabei seinen Freund Maynard kennen. Beide führen sie in die unkonventionellen Lebensweisen der Beatniks ein und haben Sex mit ihrer neuen Freundin.
Als ihre Ermittlungen keine Beweise für kommunistische Aktivitäten ergeben, entscheidet sich Hooter, Spauldings Bericht zu fälschen und Top Cat, den Besitzer des Clubs, zu verhaften. Dies bringt Spaulding und Myra in eine moralische Zwickmühle, da sie zwischen ihrem Auftrag und ihren eigenen Überzeugungen stehen. Myra verführt Hooter, doch mit einer versteckten Kamera macht sie heimlich Bilder des Geschlechtsakts. Mit den kompromittierenden Bildern können Spaulding und Myra ihn dazu bringen, Top Cat wieder freizulassen.

## Auszeichnungen
- 1990: AVN Award: „Best Screenplay - Video“ – Cheeks 2: Bitter End[2]

## Wissenswertes
- Der Film belegt Platz 319 auf der Liste der „List for the 500 Greatest Adult films of All Time“[3] von AVN und den Platz 77 auf der Liste der „The 101 Greatest Adult Tapes Of All Time“[4] von AVN.